# Tragedia del Túnel 29
La Tragedia del Túnel 29 fue una estampida humana ocurrida el 26 de mayo de 1985, en el estadio Olímpico Universitario de la Ciudad de México, durante el partido de vuelta de la final del fútbol mexicano entre los conjuntos de Pumas de la UNAM y América. Se calcula que en el recinto entraron casi 90 000 personas, cuando la capacidad es apenas para 73 000. La tragedia ocurrió en el túnel 29, cuando alguien cerró una reja y la gente se empezó a aplastar. El saldo fue de 19 personas muertas y 59 heridas, entre ellos menores de edad.